# Élections départementales de 2021 dans la Meuse
Les élections départementales dans le Meuse ont lieu les 20 et 27 juin 2021.

## Contexte départemental

### Assemblée départementale sortante
Avant les élections, le conseil départemental de la Meuse est présidé par Claude Léonard (LR).
Il comprend 34 conseillers départementaux issus des 17 cantons de la Meuse.
| Président du conseil départemental   |       |       |      |                         |
| Claude Léonard (LR)                  |       |       |      |                         |
| Parti                                | Sigle | Sigle | Élus | Groupes                 |
| Majorité (28 sièges)                 |       |       |      |                         |
| Divers droite                        |       | DVD   | 13   | Majorité départementale |
| Les Républicains                     |       | LR    | 8    | Majorité départementale |
| Union des démocrates et indépendants |       | UDI   | 4    | Majorité départementale |
| Divers centre                        |       | DVC   | 3    | Majorité départementale |
| Opposition (6 sièges)                |       |       |      |                         |
| Parti socialiste                     |       | PS    | 3    | Gauche                  |
| Parti communiste français            |       | PCF   | 2    | Gauche                  |
| Divers gauche                        |       | DVG   | 1    | Gauche                  |

## Système électoral
Les élections ont lieu au scrutin majoritaire binominal à deux tours. Le système est paritaire : les candidatures sont présentées sous la forme d'un binôme composé d'une femme et d'un homme avec leurs suppléants (une femme et un homme également).
Pour être élu au premier tour, un binôme doit obtenir la majorité absolue des suffrages exprimés et un nombre de suffrages au moins égal à 25 % des électeurs inscrits. Si aucun binôme n'est élu au premier tour, seuls peuvent se présenter au second tour les binômes qui ont obtenu un nombre de suffrages au moins égal à 12,5 % des électeurs inscrits, sans possibilité pour les binômes de fusionner. Est élu au second tour le binôme qui obtient le plus grand nombre de voix.

## Résultats à l'échelle du département

### Résultats par nuances
|                          | Divers droite                       | DVD                      | 11 509  | 26,32 | 12 339  | 27,89 | 12 | 4             |  |  |  |
|                          | Rassemblement national              | RN                       | 10 044  | 22,97 | 8 196   | 18,53 | 0  | 2             |  |  |  |
|                          | Divers centre                       | DVC                      | 9 109   | 20,84 | 9 307   | 21,04 | 10 | Nv.           |  |  |  |
|                          | Union à gauche                      | UG                       | 3 714   | 8,50  | 4 350   | 9,83  | 2  | Nv.           |  |  |  |
|                          | Divers gauche                       | DVG                      | 2 359   | 5,40  | 1 858   | 4,20  | 2  | Nv.           |  |  |  |
|                          | Union au centre et à droite         | UCD                      | 1 987   | 4,54  | 2 843   | 6,43  | 4  | Nv.           |  |  |  |
|                          | Parti socialiste                    | SOC                      | 1 443   | 3,30  | 1 497   | 3,38  | 2  | 2             |  |  |  |
|                          | Divers                              | DIV                      | 1 215   | 2,78  | 2 335   | 5,28  | 2  | Nv.           |  |  |  |
|                          | Les Républicains                    | LR                       | 841     | 1,92  | 1 513   | 3,42  | 0  | 6             |  |  |  |
|                          | Union à gauche avec des écologistes | UGE                      | 954     | 2,18  |         |       | 0  | Nv.           |  |  |  |
|                          | Régionaliste                        | REG                      | 544     | 1,24  | 0       | Nv.   |    |               |  |  |  |
|                          |                                     |                          |         |       |         |       |    |               |  |  |  |
| Suffrages exprimés       | Suffrages exprimés                  | Suffrages exprimés       | 43 719  | 94,01 | 44 238  | 91,92 |    |               |  |  |  |
| Votes blancs             | Votes blancs                        | Votes blancs             | 1 913   | 4,11  | 2 582   | 5,36  |    |               |  |  |  |
| Votes nuls               | Votes nuls                          | Votes nuls               | 874     | 1,88  | 1 308   | 2,72  |    |               |  |  |  |
| Total                    | Total                               | Total                    | 46 506  | 100   | 48 128  | 100   | 34 | en stagnation |  |  |  |
| Abstentions              | Abstentions                         | Abstentions              | 88 252  | 65,49 | 86 551  | 64,26 |    |               |  |  |  |
| Inscrits / participation | Inscrits / participation            | Inscrits / participation | 134 758 | 34,51 | 134 679 | 35,74 |    |               |  |  |  |

### Élus par canton
| Canton               | Conseiller Sortant        | Parti | Parti | Conseiller élu            | Parti | Parti |
| -------------------- | ------------------------- | ----- | ----- | ------------------------- | ----- | ----- |
| Ancerville           | Jean-Louis Canova         |       | DVD   | Jean-Louis Canova         |       | DVD   |
| Ancerville           | Hélène Sigot-Lemoine      |       | LR    | Hélène Sigot-Lemoine      |       | LR    |
| Bar-le-Duc-1         | Patricia Champion         |       | UDI   | Benoît Dejaiffe           |       | PS    |
| Bar-le-Duc-1         | Arnaud Merveille          |       | LR    | Charline Singler          |       | DVG   |
| Bar-le-Duc-2         | Gérard Abbas              |       | LR    | Gérard Abbas              |       | LR    |
| Bar-le-Duc-2         | Martine Joly              |       | UDI   | Martine Joly              |       | UDI   |
| Belleville-sur-Meuse | Régine Munerelle          |       | DVD   | Julien Didry              |       | DVD   |
| Belleville-sur-Meuse | Claude Antion             |       | DVD   | Marie-Paule Soubrier      |       | DVD   |
| Bouligny             | Jocelyne Antoine          |       | DVD   | Jocelyne Antoine          |       | DVD   |
| Bouligny             | Jean-Marie Missler        |       | DVD   | Benoit Watrin             |       | DVD   |
| Clermont-en-Argonne  | Jean-François Lamorlette  |       | DVD   | Jean-François Lamorlette  |       | DVD   |
| Clermont-en-Argonne  | Arlette Palanson          |       | LR    | Arlette Palanson          |       | LR    |
| Commercy             | Danielle Combe            |       | DVC   | Danielle Combe            |       | DVC   |
| Commercy             | Jean-Philippe Vautrin     |       | DVC   | Jean-Philippe Vautrin     |       | DVC   |
| Dieue-sur-Meuse      | Serge Nahant              |       | UDI   | Serge Nahant              |       | UDI   |
| Dieue-sur-Meuse      | Frédérique Serré          |       | DVD   | Frédérique Serré          |       | DVD   |
| Étain                | Jean Picart               |       | PCF   | Jérôme Stein              |       | DVG   |
| Étain                | Marie-Astrid Strauss      |       | PCF   | Marie-Astrid Strauss      |       | PCF   |
| Ligny-en-Barrois     | Élisabeth Guerquin        |       | DVD   | Rémy Bour                 |       | DVG   |
| Ligny-en-Barrois     | Daniel Ruhland            |       | DVD   | Isabelle Périn            |       | DVG   |
| Montmédy             | Dominique Aarnink-Géminel |       | LR    | Dominique Aarnink-Géminel |       | DVD   |
| Montmédy             | Claude Léonard            |       | LR    | Pierre-Emmanuel Focks     |       | DVC   |
| Revigny-sur-Ornain   | Pierre Burgain            |       | PS    | Pierre Burgain            |       | PS    |
| Revigny-sur-Ornain   | Isabelle Jochymski        |       | PS    | Isabelle Jochymski        |       | PS    |
| Saint-Mihiel         | Sylvain Denoyelle         |       | UDI   | Sylvain Denoyelle         |       | UDI   |
| Saint-Mihiel         | Marie-Christine Tonner    |       | DVC   | Marie-Christine Tonner    |       | DVC   |
| Stenay               | Évelyne Jacquet           |       | DVD   | Stéphane Perrin           |       | DVD   |
| Stenay               | Stéphane Perrin           |       | DVD   | Valérie Woitier           |       | DVD   |
| Vaucouleurs          | Catherine Bertaux         |       | DVD   | Francis Favé              |       | DVD   |
| Vaucouleurs          | André Jannot              |       | DVD   | Sylvie Rochon             |       | DVD   |
| Verdun-1             | Marie-Jeanne Dumont       |       | DVG   | Dominique Gretz           |       | PS    |
| Verdun-1             | Samuel Hazard             |       | PS    | Samuel Hazard             |       | PS    |
| Verdun-2             | Jérôme Dumont             |       | LR    | Jérôme Dumont             |       | DVD   |
| Verdun-2             | Véronique Philippe        |       | LR    | Véronique Philippe        |       | DVD   |

## Résultats par canton
Les binômes sont présentés par ordre décroissant des résultats au premier tour. En cas de victoire au second tour du binôme arrivé en deuxième place au premier, ses résultats sont indiqués en gras.

### Canton d'Ancerville
| Candidats                | Candidats                | Partis                   | Nuance                   | Premier tour | Premier tour | Second tour | Second tour |
| Candidats                | Candidats                | Partis                   | Nuance                   | Voix         | %            | Voix        | %           |
| ------------------------ | ------------------------ | ------------------------ | ------------------------ | ------------ | ------------ | ----------- | ----------- |
|                          | Jean-Louis Canova        | DVD                      | DVD                      | 1 445        | 46,70        | 1 889       | 62,04       |
|                          | Hélène Sigot-Lemoine     | LR                       | DVD                      | 1 445        | 46,70        | 1 889       | 62,04       |
|                          | Anaïs Charuel            | RN                       | RN                       | 1 098        | 35,49        | 1 156       | 37,96       |
|                          | Romain Schweitzer        | RN                       | RN                       | 1 098        | 35,49        | 1 156       | 37,96       |
|                          | Gauthier Hermant         | EÉLV                     | UGE                      | 551          | 17,81        |             |             |
|                          | Emmanuelle Rouyer-Colomb | DVG                      | UGE                      | 551          | 17,81        |             |             |
|                          |                          |                          |                          |              |              |             |             |
| Suffrages exprimés       | Suffrages exprimés       | Suffrages exprimés       | Suffrages exprimés       | 3 094        | 95,00        | 3 045       | 91,94       |
| Votes blancs             | Votes blancs             | Votes blancs             | Votes blancs             | 99           | 3,04         | 181         | 5,46        |
| Votes nuls               | Votes nuls               | Votes nuls               | Votes nuls               | 64           | 1,96         | 86          | 2,60        |
| Total                    | Total                    | Total                    | Total                    | 3 257        | 100          | 3 312       | 100         |
| Abstention               | Abstention               | Abstention               | Abstention               | 6 942        | 68,07        | 6 879       | 67,50       |
| Inscrits / participation | Inscrits / participation | Inscrits / participation | Inscrits / participation | 10 199       | 31,93        | 10 191      | 32,50       |

### Canton de Bar-le-Duc-1
| Candidats                | Candidats                | Partis                   | Nuance                   | Premier tour | Premier tour | Second tour | Second tour |
| Candidats                | Candidats                | Partis                   | Nuance                   | Voix         | %            | Voix        | %           |
| ------------------------ | ------------------------ | ------------------------ | ------------------------ | ------------ | ------------ | ----------- | ----------- |
|                          | Benoît Dejaiffe          | PS                       | UG                       | 1 071        | 34,37        | 1 619       | 51,69       |
|                          | Charline Singler         | DVG                      | UG                       | 1 071        | 34,37        | 1 619       | 51,69       |
|                          | Nathalie Limosin-Gueguen | LR                       | LR                       | 841          | 26,99        | 1 513       | 48,31       |
|                          | Arnaud Merveille         | LR                       | LR                       | 841          | 26,99        | 1 513       | 48,31       |
|                          | Didier Sugg              | RN                       | RN                       | 701          | 22,50        |             |             |
|                          | Sophie Visse             | RN                       | RN                       | 701          | 22,50        |             |             |
|                          | Emmanuel Cappelaere      | DVC                      | DVC                      | 503          | 16,14        |             |             |
|                          | Séverine Kubany          | DVC                      | DVC                      | 503          | 16,14        |             |             |
|                          |                          |                          |                          |              |              |             |             |
| Suffrages exprimés       | Suffrages exprimés       | Suffrages exprimés       | Suffrages exprimés       | 3 116        | 95,38        | 3 132       | 91,18       |
| Votes blancs             | Votes blancs             | Votes blancs             | Votes blancs             | 113          | 3,46         | 203         | 5,91        |
| Votes nuls               | Votes nuls               | Votes nuls               | Votes nuls               | 38           | 1,16         | 100         | 2,91        |
| Total                    | Total                    | Total                    | Total                    | 3 267        | 100          | 3 425       | 100         |
| Abstention               | Abstention               | Abstention               | Abstention               | 6 228        | 65,59        | 6 002       | 63,60       |
| Inscrits / participation | Inscrits / participation | Inscrits / participation | Inscrits / participation | 9 495        | 34,41        | 9 437       | 36,40       |

### Canton de Bar-le-Duc-2
| Candidats                | Candidats                | Partis                   | Nuance                   | Premier tour | Premier tour | Second tour | Second tour |
| Candidats                | Candidats                | Partis                   | Nuance                   | Voix         | %            | Voix        | %           |
| ------------------------ | ------------------------ | ------------------------ | ------------------------ | ------------ | ------------ | ----------- | ----------- |
|                          | Gérard Abbas             | LR                       | UCD                      | 859          | 36,99        | 1 191       | 50,75       |
|                          | Martine Joly             | UDI                      | UCD                      | 859          | 36,99        | 1 191       | 50,75       |
|                          | Mathias Raulot           | PS                       | UG                       | 684          | 29,46        | 1 156       | 49,25       |
|                          | Mélodie Schillinger      | EÉLV                     | UG                       | 684          | 29,46        | 1 156       | 49,25       |
|                          | Nathalie Charpentier     | RN                       | RN                       | 485          | 20,89        |             |             |
|                          | Gilles Latour            | RN                       | RN                       | 485          | 20,89        |             |             |
|                          | Mohamed Fahem            | DVC                      | DVC                      | 294          | 12,66        |             |             |
|                          | Véronique Salzard        | DVC                      | DVC                      | 294          | 12,66        |             |             |
|                          |                          |                          |                          |              |              |             |             |
| Suffrages exprimés       | Suffrages exprimés       | Suffrages exprimés       | Suffrages exprimés       | 2 322        | 96,15        | 2 347       | 92,18       |
| Votes blancs             | Votes blancs             | Votes blancs             | Votes blancs             | 55           | 2,28         | 112         | 4,40        |
| Votes nuls               | Votes nuls               | Votes nuls               | Votes nuls               | 38           | 1,57         | 87          | 3,42        |
| Total                    | Total                    | Total                    | Total                    | 2 415        | 100          | 2 546       | 100         |
| Abstention               | Abstention               | Abstention               | Abstention               | 5 361        | 68,94        | 5 234       | 67,28       |
| Inscrits / participation | Inscrits / participation | Inscrits / participation | Inscrits / participation | 7 776        | 31,06        | 7 780       | 32,72       |

### Canton de Belleville-sur-Meuse
| Candidats                | Candidats                | Partis                   | Nuance                   | Premier tour | Premier tour | Second tour | Second tour |
| Candidats                | Candidats                | Partis                   | Nuance                   | Voix         | %            | Voix        | %           |
| ------------------------ | ------------------------ | ------------------------ | ------------------------ | ------------ | ------------ | ----------- | ----------- |
|                          | Julien Didry             | DVD                      | UCD                      | 1 128        | 46,17        | 1 652       | 69,79       |
|                          | Marie-Paule Soubrier     | DVD                      | UCD                      | 1 128        | 46,17        | 1 652       | 69,79       |
|                          | Armand Falque            | DVC                      | DVC                      | 422          | 17,27        | 715         | 30,21       |
|                          | Régine Munerelle         | DVC                      | DVC                      | 422          | 17,27        | 715         | 30,21       |
|                          | Jean Marie Addenet       | LR                       | DVD                      | 421          | 17,23        |             |             |
|                          | Cyrielle Carré           | DVD                      | DVD                      | 421          | 17,23        |             |             |
|                          | Marie Reinness           | RN                       | RN                       | 420          | 17,19        |             |             |
|                          | François Voinesson       | RN                       | RN                       | 420          | 17,19        |             |             |
|                          | Michel Menneson          | LCF                      | REG                      | 52           | 2,13         |             |             |
|                          | Pierrette Drouet         | BL                       | REG                      | 52           | 2,13         |             |             |
|                          |                          |                          |                          |              |              |             |             |
| Suffrages exprimés       | Suffrages exprimés       | Suffrages exprimés       | Suffrages exprimés       | 2 443        | 96,71        | 2 367       | 91,53       |
| Votes blancs             | Votes blancs             | Votes blancs             | Votes blancs             | 33           | 1,31         | 108         | 4,18        |
| Votes nuls               | Votes nuls               | Votes nuls               | Votes nuls               | 50           | 1,98         | 111         | 4,29        |
| Total                    | Total                    | Total                    | Total                    | 2 526        | 100          | 2 586       | 100         |
| Abstention               | Abstention               | Abstention               | Abstention               | 4 086        | 61,80        | 4 028       | 60,90       |
| Inscrits / participation | Inscrits / participation | Inscrits / participation | Inscrits / participation | 6 612        | 38,20        | 6 614       | 39,10       |

### Canton de Bouligny
| Candidats                | Candidats                | Partis                   | Nuance                   | Premier tour | Premier tour | Second tour | Second tour |
| Candidats                | Candidats                | Partis                   | Nuance                   | Voix         | %            | Voix        | %           |
| ------------------------ | ------------------------ | ------------------------ | ------------------------ | ------------ | ------------ | ----------- | ----------- |
|                          | Jocelyne Antoine         | DVD                      | DVD                      | 1 244        | 72,24        | 1 271       | 72,13       |
|                          | Benoit Watrin            | DVD                      | DVD                      | 1 244        | 72,24        | 1 271       | 72,13       |
|                          | Éric Bernardi            | PCF                      | UG                       | 478          | 27,76        | 491         | 27,87       |
|                          | Isaline Warth            | DVG                      | UG                       | 478          | 27,76        | 491         | 27,87       |
|                          |                          |                          |                          |              |              |             |             |
| Suffrages exprimés       | Suffrages exprimés       | Suffrages exprimés       | Suffrages exprimés       | 1 722        | 90,54        | 1 762       | 91,77       |
| Votes blancs             | Votes blancs             | Votes blancs             | Votes blancs             | 121          | 6,36         | 103         | 5,36        |
| Votes nuls               | Votes nuls               | Votes nuls               | Votes nuls               | 59           | 3,10         | 55          | 2,86        |
| Total                    | Total                    | Total                    | Total                    | 1 902        | 100          | 1 920       | 100         |
| Abstention               | Abstention               | Abstention               | Abstention               | 4 269        | 69,18        | 4 241       | 68,84       |
| Inscrits / participation | Inscrits / participation | Inscrits / participation | Inscrits / participation | 6 171        | 30,82        | 6 161       | 31,16       |

### Canton de Clermont-en-Argonne
| Candidats                | Candidats                | Partis                   | Nuance                   | Premier tour | Premier tour | Second tour | Second tour |
| Candidats                | Candidats                | Partis                   | Nuance                   | Voix         | %            | Voix        | %           |
| ------------------------ | ------------------------ | ------------------------ | ------------------------ | ------------ | ------------ | ----------- | ----------- |
|                          | Jean-François Lamorlette | DVD                      | DVD                      | 1 515        | 57,43        | 1 905       | 71,81       |
|                          | Arlette Palanson         | LR                       | DVD                      | 1 515        | 57,43        | 1 905       | 71,81       |
|                          | Gislaine Di Risio        | RN                       | RN                       | 665          | 25,21        | 748         | 28,19       |
|                          | David Le Budet           | RN                       | RN                       | 665          | 25,21        | 748         | 28,19       |
|                          | Christelle Fourrez       | DVD                      | DVD                      | 309          | 11,71        |             |             |
|                          | Thibault Mourlet         | DVD                      | DVD                      | 309          | 11,71        |             |             |
|                          | Amandine Menneson        | REG                      | REG                      | 149          | 5,65         |             |             |
|                          | Julien Pehau-Parciboula  | REG                      | REG                      | 149          | 5,65         |             |             |
|                          |                          |                          |                          |              |              |             |             |
| Suffrages exprimés       | Suffrages exprimés       | Suffrages exprimés       | Suffrages exprimés       | 2 638        | 93,38        | 2 653       | 92,47       |
| Votes blancs             | Votes blancs             | Votes blancs             | Votes blancs             | 134          | 4,74         | 158         | 5,51        |
| Votes nuls               | Votes nuls               | Votes nuls               | Votes nuls               | 53           | 1,88         | 58          | 2,02        |
| Total                    | Total                    | Total                    | Total                    | 2 825        | 100          | 2 869       | 100         |
| Abstention               | Abstention               | Abstention               | Abstention               | 4 067        | 59,01        | 4 020       | 58,35       |
| Inscrits / participation | Inscrits / participation | Inscrits / participation | Inscrits / participation | 6 892        | 40,99        | 6 889       | 41,65       |

### Canton de Commercy
| Candidats                | Candidats                | Partis                   | Nuance                   | Premier tour | Premier tour | Second tour | Second tour |
| Candidats                | Candidats                | Partis                   | Nuance                   | Voix         | %            | Voix        | %           |
| ------------------------ | ------------------------ | ------------------------ | ------------------------ | ------------ | ------------ | ----------- | ----------- |
|                          | Danielle Combe           | DVC                      | DVC                      | 1 071        | 43,73        | 1 439       | 57,04       |
|                          | Jean-Philippe Vautrin    | DVC                      | DVC                      | 1 071        | 43,73        | 1 439       | 57,04       |
|                          | Céline Étienne           | DVG                      | UG                       | 751          | 30,67        | 1 084       | 42,96       |
|                          | Olivier Guckert          | PS                       | UG                       | 751          | 30,67        | 1 084       | 42,96       |
|                          | Daniel Eymann            | RN                       | RN                       | 627          | 25,60        |             |             |
|                          | Aurélie Philippot        | RN                       | RN                       | 627          | 25,60        |             |             |
|                          |                          |                          |                          |              |              |             |             |
| Suffrages exprimés       | Suffrages exprimés       | Suffrages exprimés       | Suffrages exprimés       | 2 449        | 93,54        | 2 523       | 89,28       |
| Votes blancs             | Votes blancs             | Votes blancs             | Votes blancs             | 111          | 4,24         | 224         | 7,93        |
| Votes nuls               | Votes nuls               | Votes nuls               | Votes nuls               | 58           | 2,22         | 79          | 2,80        |
| Total                    | Total                    | Total                    | Total                    | 2 618        | 100          | 2 826       | 100         |
| Abstention               | Abstention               | Abstention               | Abstention               | 5 445        | 67,53        | 5 238       | 64,96       |
| Inscrits / participation | Inscrits / participation | Inscrits / participation | Inscrits / participation | 8 063        | 32,47        | 8 064       | 35,04       |

### Canton de Dieue-sur-Meuse
| Candidats                | Candidats                | Partis                   | Nuance                   | Premier tour | Premier tour | Second tour | Second tour |
| Candidats                | Candidats                | Partis                   | Nuance                   | Voix         | %            | Voix        | %           |
| ------------------------ | ------------------------ | ------------------------ | ------------------------ | ------------ | ------------ | ----------- | ----------- |
|                          | Serge Nahant             | UDI                      | DVD                      | 1 947        | 59,91        | 2 356       | 70,92       |
|                          | Frédérique Serré         | DVD                      | DVD                      | 1 947        | 59,91        | 2 356       | 70,92       |
|                          | Patricia Canut           | RN                       | RN                       | 822          | 25,29        | 966         | 29,08       |
|                          | Quentin Giron            | RN                       | RN                       | 822          | 25,29        | 966         | 29,08       |
|                          | Pascal Lepage            | DVC                      | DVC                      | 481          | 14,80        |             |             |
|                          | Agnès Meyer              | DVC                      | DVC                      | 481          | 14,80        |             |             |
|                          |                          |                          |                          |              |              |             |             |
| Suffrages exprimés       | Suffrages exprimés       | Suffrages exprimés       | Suffrages exprimés       | 3 250        | 92,15        | 3 322       | 92,51       |
| Votes blancs             | Votes blancs             | Votes blancs             | Votes blancs             | 199          | 5,64         | 185         | 5,15        |
| Votes nuls               | Votes nuls               | Votes nuls               | Votes nuls               | 78           | 2,21         | 84          | 2,34        |
| Total                    | Total                    | Total                    | Total                    | 3 527        | 100          | 6 209       | 100         |
| Abstention               | Abstention               | Abstention               | Abstention               | 6 272        | 64,01        | 7 209       | 63,36       |
| Inscrits / participation | Inscrits / participation | Inscrits / participation | Inscrits / participation | 9 799        | 35,99        | 9 800       | 36,64       |

### Canton d'Étain
| Candidats                | Candidats                | Partis                   | Nuance                   | Premier tour | Premier tour | Second tour | Second tour |
| Candidats                | Candidats                | Partis                   | Nuance                   | Voix         | %            | Voix        | %           |
| ------------------------ | ------------------------ | ------------------------ | ------------------------ | ------------ | ------------ | ----------- | ----------- |
|                          | Jérôme Stein             | DVG                      | DVC                      | 904          | 36,00        | 1 588       | 60,75       |
|                          | Marie-Astrid Strauss     | PCF                      | DVC                      | 904          | 36,00        | 1 588       | 60,75       |
|                          | Céline Copey             | DVD                      | DVD                      | 787          | 31,34        | 1 026       | 39,25       |
|                          | Laurent Joyeux           | DVD                      | DVD                      | 787          | 31,34        | 1 026       | 39,25       |
|                          | Jean-Claude Axer         | RN                       | RN                       | 693          | 27,60        |             |             |
|                          | Ratiba Renane            | RN                       | RN                       | 693          | 27,60        |             |             |
|                          | Laurent Carteret         | REG                      | REG                      | 127          | 5,06         |             |             |
|                          | Jennifer Meunier         | REG                      | REG                      | 127          | 5,06         |             |             |
|                          |                          |                          |                          |              |              |             |             |
| Suffrages exprimés       | Suffrages exprimés       | Suffrages exprimés       | Suffrages exprimés       | 2 511        | 93,52        | 2 614       | 91,11       |
| Votes blancs             | Votes blancs             | Votes blancs             | Votes blancs             | 117          | 4,36         | 163         | 5,68        |
| Votes nuls               | Votes nuls               | Votes nuls               | Votes nuls               | 57           | 2,12         | 92          | 3,21        |
| Total                    | Total                    | Total                    | Total                    | 2 685        | 100          | 2 869       | 100         |
| Abstention               | Abstention               | Abstention               | Abstention               | 4 965        | 64,90        | 4 783       | 62,51       |
| Inscrits / participation | Inscrits / participation | Inscrits / participation | Inscrits / participation | 7 650        | 35,10        | 7 652       | 37,49       |

### Canton de Ligny-en-Barrois
| Candidats                | Candidats                | Partis                   | Nuance                   | Premier tour | Premier tour | Second tour | Second tour |
| Candidats                | Candidats                | Partis                   | Nuance                   | Voix         | %            | Voix        | %           |
| ------------------------ | ------------------------ | ------------------------ | ------------------------ | ------------ | ------------ | ----------- | ----------- |
|                          | Rémy Bour                | DVG                      | DIV                      | 865          | 28,23        | 2 001       | 65,41       |
|                          | Isabelle Périn           | DVG                      | DIV                      | 865          | 28,23        | 2 001       | 65,41       |
|                          | Marc Mailfait            | RN                       | RN                       | 756          | 24,67        | 1 058       | 34,59       |
|                          | Corinne Muller           | RN                       | RN                       | 756          | 24,67        | 1 058       | 34,59       |
|                          | Jean-Michel Guyot        | DVD                      | DVD                      | 716          | 23,37        |             |             |
|                          | Sylvie Lacuisse          | DVD                      | DVD                      | 716          | 23,37        |             |             |
|                          | Jean-Marc Fleury         | EÉLV                     | UGE                      | 403          | 13,15        |             |             |
|                          | Angélique Huguin         | EÉLV                     | UGE                      | 403          | 13,15        |             |             |
|                          | Élisabeth Guerquin       | DVD                      | DVC                      | 324          | 10,57        |             |             |
|                          | Laurent Varnier          | DVC                      | DVC                      | 324          | 10,57        |             |             |
|                          |                          |                          |                          |              |              |             |             |
| Suffrages exprimés       | Suffrages exprimés       | Suffrages exprimés       | Suffrages exprimés       | 3 064        | 93,93        | 3 059       | 91,01       |
| Votes blancs             | Votes blancs             | Votes blancs             | Votes blancs             | 130          | 3,99         | 190         | 5,65        |
| Votes nuls               | Votes nuls               | Votes nuls               | Votes nuls               | 68           | 2,08         | 112         | 3,33        |
| Total                    | Total                    | Total                    | Total                    | 3 262        | 100          | 3 361       | 100         |
| Abstention               | Abstention               | Abstention               | Abstention               | 6 013        | 64,83        | 5 921       | 63,79       |
| Inscrits / participation | Inscrits / participation | Inscrits / participation | Inscrits / participation | 9 275        | 35,17        | 9 282       | 36,21       |

### Canton de Montmédy
| Candidats                | Candidats                 | Partis                   | Nuance                   | Premier tour | Premier tour | Second tour | Second tour |
| Candidats                | Candidats                 | Partis                   | Nuance                   | Voix         | %            | Voix        | %           |
| ------------------------ | ------------------------- | ------------------------ | ------------------------ | ------------ | ------------ | ----------- | ----------- |
|                          | Dominique Aarnink-Géminel | DVD                      | DVC                      | 1 351        | 68,75        | 1 423       | 70,45       |
|                          | Pierre-Emmanuel Focks     | DVC                      | DVC                      | 1 351        | 68,75        | 1 423       | 70,45       |
|                          | Francis Dossogne          | RN                       | RN                       | 614          | 31,25        | 597         | 29,55       |
|                          | Chantal Michel            | RN                       | RN                       | 614          | 31,25        | 597         | 29,55       |
|                          |                           |                          |                          |              |              |             |             |
| Suffrages exprimés       | Suffrages exprimés        | Suffrages exprimés       | Suffrages exprimés       | 1 965        | 92,73        | 2 020       | 93,56       |
| Votes blancs             | Votes blancs              | Votes blancs             | Votes blancs             | 105          | 4,96         | 79          | 3,66        |
| Votes nuls               | Votes nuls                | Votes nuls               | Votes nuls               | 49           | 2,31         | 60          | 2,78        |
| Total                    | Total                     | Total                    | Total                    | 2 119        | 100          | 2 159       | 100         |
| Abstention               | Abstention                | Abstention               | Abstention               | 3 888        | 64,72        | 3 844       | 64,03       |
| Inscrits / participation | Inscrits / participation  | Inscrits / participation | Inscrits / participation | 6 007        | 35,28        | 6 003       | 35,97       |

### Canton de Revigny-sur-Ornain
| Candidats                | Candidats                | Partis                   | Nuance                   | Premier tour | Premier tour | Second tour | Second tour |
| Candidats                | Candidats                | Partis                   | Nuance                   | Voix         | %            | Voix        | %           |
| ------------------------ | ------------------------ | ------------------------ | ------------------------ | ------------ | ------------ | ----------- | ----------- |
|                          | Pierre Burgain           | PS                       | DVG                      | 1 786        | 66,27        | 1 858       | 66,03       |
|                          | Isabelle Jochymski       | PS                       | DVG                      | 1 786        | 66,27        | 1 858       | 66,03       |
|                          | Mickaël Guérin           | RN                       | RN                       | 909          | 33,73        | 956         | 33,97       |
|                          | Julie Liabeuf            | RN                       | RN                       | 909          | 33,73        | 956         | 33,97       |
|                          |                          |                          |                          |              |              |             |             |
| Suffrages exprimés       | Suffrages exprimés       | Suffrages exprimés       | Suffrages exprimés       | 2 695        | 92,61        | 2 814       | 92,84       |
| Votes blancs             | Votes blancs             | Votes blancs             | Votes blancs             | 162          | 5,57         | 153         | 5,05        |
| Votes nuls               | Votes nuls               | Votes nuls               | Votes nuls               | 53           | 1,82         | 64          | 2,11        |
| Total                    | Total                    | Total                    | Total                    | 2 910        | 100          | 3 031       | 100         |
| Abstention               | Abstention               | Abstention               | Abstention               | 5 640        | 65,96        | 5 517       | 64,54       |
| Inscrits / participation | Inscrits / participation | Inscrits / participation | Inscrits / participation | 8 550        | 34,04        | 8 548       | 35,46       |

### Canton de Saint-Mihiel
| Candidats                | Candidats                | Partis                   | Nuance                   | Premier tour | Premier tour | Second tour | Second tour |
| Candidats                | Candidats                | Partis                   | Nuance                   | Voix         | %            | Voix        | %           |
| ------------------------ | ------------------------ | ------------------------ | ------------------------ | ------------ | ------------ | ----------- | ----------- |
|                          | Sylvain Denoyelle        | UDI                      | DVC                      | 1 785        | 56,54        | 2 191       | 68,36       |
|                          | Marie-Christine Tonner   | DVC                      | DVC                      | 1 785        | 56,54        | 2 191       | 68,36       |
|                          | Cassandra Mailfait       | RN                       | RN                       | 907          | 28,73        | 1 014       | 31,64       |
|                          | Baptiste Reinness        | RN                       | RN                       | 907          | 28,73        | 1 014       | 31,64       |
|                          | Nadine Hamimi            | DVG                      | UG                       | 465          | 14,73        |             |             |
|                          | Guy Jeannesson           | LFI                      | UG                       | 465          | 14,73        |             |             |
|                          |                          |                          |                          |              |              |             |             |
| Suffrages exprimés       | Suffrages exprimés       | Suffrages exprimés       | Suffrages exprimés       | 3 157        | 95,29        | 3 205       | 92,71       |
| Votes blancs             | Votes blancs             | Votes blancs             | Votes blancs             | 110          | 3,32         | 171         | 4,95        |
| Votes nuls               | Votes nuls               | Votes nuls               | Votes nuls               | 46           | 1,39         | 81          | 2,34        |
| Total                    | Total                    | Total                    | Total                    | 3 313        | 100          | 3 457       | 100         |
| Abstention               | Abstention               | Abstention               | Abstention               | 5 002        | 60,16        | 4 858       | 58,42       |
| Inscrits / participation | Inscrits / participation | Inscrits / participation | Inscrits / participation | 8 315        | 39,84        | 8 315       | 41,58       |

### Canton de Stenay
| Candidats                | Candidats                | Partis                   | NUance                   | Premier tour | Premier tour | Second tour | Second tour |
| Candidats                | Candidats                | Partis                   | NUance                   | Voix         | %            | Voix        | %           |
| ------------------------ | ------------------------ | ------------------------ | ------------------------ | ------------ | ------------ | ----------- | ----------- |
|                          | Stéphane Perrin          | DVD                      | DVD                      | 1 026        | 50,57        | 1 160       | 50,68       |
|                          | Valérie Woitier          | DVD                      | DVD                      | 1 026        | 50,57        | 1 160       | 50,68       |
|                          | Romuald Collet           | DVD                      | DVD                      | 787          | 38,79        | 1 129       | 49,32       |
|                          | Vanessa Pierson          | DVD                      | DVD                      | 787          | 38,79        | 1 129       | 49,32       |
|                          | Cindy Messina            | REG                      | REG                      | 216          | 10,65        |             |             |
|                          | Jean-Marie Meunier       | REG                      | REG                      | 216          | 10,65        |             |             |
|                          |                          |                          |                          |              |              |             |             |
| Suffrages exprimés       | Suffrages exprimés       | Suffrages exprimés       | Suffrages exprimés       | 2 029        | 92,14        | 2 289       | 93,20       |
| Votes blancs             | Votes blancs             | Votes blancs             | Votes blancs             | 118          | 5,36         | 118         | 4,80        |
| Votes nuls               | Votes nuls               | Votes nuls               | Votes nuls               | 55           | 2,50         | 49          | 2,00        |
| Total                    | Total                    | Total                    | Total                    | 2 202        | 100          | 2 456       | 100         |
| Abstention               | Abstention               | Abstention               | Abstention               | 3 919        | 64,03        | 3 653       | 59,80       |
| Inscrits / participation | Inscrits / participation | Inscrits / participation | Inscrits / participation | 6 121        | 35,97        | 6 110       | 40,20       |

### Canton de Vaucouleurs
| Candidats                | Candidats                | Partis                   | NUance                   | Premier tour | Premier tour | Second tour | Second tour |
| Candidats                | Candidats                | Partis                   | NUance                   | Voix         | %            | Voix        | %           |
| ------------------------ | ------------------------ | ------------------------ | ------------------------ | ------------ | ------------ | ----------- | ----------- |
|                          | Francis Favé             | DVD                      | DVC                      | 1 162        | 34,01        | 1 951       | 62,05       |
|                          | Sylvie Rochon            | DVD                      | DVC                      | 1 162        | 34,01        | 1 951       | 62,05       |
|                          | Brigitte Gaudineau       | RN                       | RN                       | 870          | 25,46        | 1 193       | 37,95       |
|                          | Christian Muller         | RN                       | RN                       | 870          | 25,46        | 1 193       | 37,95       |
|                          | Denis Royer              | DVC                      | DVC                      | 812          | 23,76        |             |             |
|                          | Marie-Thérèse Schissler  | DVC                      | DVC                      | 812          | 23,76        |             |             |
|                          | Jocelyne Laffaille       | DVG                      | DVG                      | 573          | 16,77        |             |             |
|                          | Claude Orbion            | DVG                      | DVG                      | 573          | 16,77        |             |             |
|                          |                          |                          |                          |              |              |             |             |
| Suffrages exprimés       | Suffrages exprimés       | Suffrages exprimés       | Suffrages exprimés       | 3 417        | 94,16        | 3 144       | 90,06       |
| Votes blancs             | Votes blancs             | Votes blancs             | Votes blancs             | 155          | 4,27         | 242         | 6,93        |
| Votes nuls               | Votes nuls               | Votes nuls               | Votes nuls               | 57           | 1,57         | 105         | 3,01        |
| Total                    | Total                    | Total                    | Total                    | 3 629        | 100          | 3 491       | 100         |
| Abstention               | Abstention               | Abstention               | Abstention               | 5 829        | 61,63        | 5 964       | 63,08       |
| Inscrits / participation | Inscrits / participation | Inscrits / participation | Inscrits / participation | 9 458        | 38,37        | 9 455       | 36,92       |

### Canton de Verdun-1
| Candidats                | Candidats                | Partis                   | Nuance                   | Premier tour | Premier tour | Second tour | Second tour |
| Candidats                | Candidats                | Partis                   | Nuance                   | Voix         | %            | Voix        | %           |
| ------------------------ | ------------------------ | ------------------------ | ------------------------ | ------------ | ------------ | ----------- | ----------- |
|                          | Dominique Gretz          | PS                       | SOC                      | 1 443        | 80,48        | 1 497       | 81,76       |
|                          | Samuel Hazard            | PS                       | SOC                      | 1 443        | 80,48        | 1 497       | 81,76       |
|                          | Marie-Jeanne Dumont      | DVG                      | DIV                      | 350          | 19,52        | 334         | 18,24       |
|                          | Ivan Paris               | SE                       | DIV                      | 350          | 19,52        | 334         | 18,24       |
|                          |                          |                          |                          |              |              |             |             |
| Suffrages exprimés       | Suffrages exprimés       | Suffrages exprimés       | Suffrages exprimés       | 1 793        | 94,17        | 1 831       | 94,14       |
| Votes blancs             | Votes blancs             | Votes blancs             | Votes blancs             | 80           | 4,20         | 73          | 3,75        |
| Votes nuls               | Votes nuls               | Votes nuls               | Votes nuls               | 31           | 1,63         | 41          | 2,11        |
| Total                    | Total                    | Total                    | Total                    | 1 904        | 100          | 1 945       | 100         |
| Abstention               | Abstention               | Abstention               | Abstention               | 4 925        | 72,12        | 4 886       | 71,53       |
| Inscrits / participation | Inscrits / participation | Inscrits / participation | Inscrits / participation | 6 829        | 27,88        | 6 831       | 28,47       |

### Canton de Verdun-2
| Candidats                | Candidats                    | Partis                   | Nuance                   | Premier tour | Premier tour | Second tour | Second tour |
| Candidats                | Candidats                    | Partis                   | Nuance                   | Voix         | %            | Voix        | %           |
| ------------------------ | ---------------------------- | ------------------------ | ------------------------ | ------------ | ------------ | ----------- | ----------- |
|                          | Jérôme Dumont                | DVD                      | DVD                      | 1 089        | 53,02        | 1 603       | 75,94       |
|                          | Véronique Philippe           | DVD                      | DVD                      | 1 089        | 53,02        | 1 603       | 75,94       |
|                          | Christine Migeot             | RN                       | RN                       | 477          | 23,22        | 508         | 24,06       |
|                          | Bruno Rota                   | RN                       | RN                       | 477          | 23,22        | 508         | 24,06       |
|                          | François-Xavier Franceschini | PCF                      | UG                       | 265          | 12,90        |             |             |
|                          | Françoise Rusconi            | DVG                      | UG                       | 265          | 12,90        |             |             |
|                          | Sylvain Autret               | LR                       | DVD                      | 223          | 10,86        |             |             |
|                          | Christel Renaud              | LR                       | DVD                      | 223          | 10,86        |             |             |
|                          |                              |                          |                          |              |              |             |             |
| Suffrages exprimés       | Suffrages exprimés           | Suffrages exprimés       | Suffrages exprimés       | 2 054        | 95,76        | 2 111       | 92,83       |
| Votes blancs             | Votes blancs                 | Votes blancs             | Votes blancs             | 71           | 3,31         | 119         | 5,23        |
| Votes nuls               | Votes nuls                   | Votes nuls               | Votes nuls               | 20           | 0,93         | 44          | 1,93        |
| Total                    | Total                        | Total                    | Total                    | 2 145        | 100          | 2 274       | 100         |
| Abstention               | Abstention                   | Abstention               | Abstention               | 5 401        | 71,57        | 5 273       | 69,87       |
| Inscrits / participation | Inscrits / participation     | Inscrits / participation | Inscrits / participation | 7 546        | 28,43        | 7 547       | 30,13       |